# Nico Klopp
Nicolas (Nico) Klopp (Kleinmacher, 18 september 1894 – Luxemburg-Stad, 29 december 1930) was een Luxemburgs graficus, kunstschilder en tekenaar.

## Leven en werk
Nico Klopp was een zoon van wijnbouwer Léonard Klopp en Marie Schumacher. Na de École d'artisans de l'État studeerde hij aan de Kunstacademie Düsseldorf en de kunstacademie in Weimar. Hij maakte studiereizen naar Brugge, Hamburg, Keulen en Parijs. In 1923 werd hij aangesteld als gemeenteontvanger in Remich.
Klopp schilderde en tekende vooral het landschap rond de Moezel, maar ook stadsgezichten en portretten, hij maakte daarnaast lino- en houtsnedes. Een van zijn vaste onderwerpen was de brug van Remich, die hij meerdere keren vastlegde. Een van zijn schilderijen van de brug en een schilderij van de Moezel werden gebruikt voor postzegels van de Luxemburgse Post, in respectievelijk 1975 en 1994.
Klopp was lid van de kunstenaarsvereniging Cercle Artistique de Luxembourg (CAL) en exposeerde vanaf 1921 op de Salon du CAL. In 1927 verliet een aantal kunstenaars, onder wie Claus Cito, Joseph Kutter, Jemp Michels, Jean Schaack en Auguste Trémont de CAL, omdat zij vonden dat de vereniging de moderne kunst te weinig vertegenwoordigde, ook Klopp was onderdeel van deze Luxemburgse Sezession. De groep organiseerde een aantal eigen tentoonstellingen. In 1930 volgde verzoening en voegden zij zich weer bij de CAL.
Nico Klopp overleed eind 1930, op 36-jarige leeftijd, na een operatie in het ziekenhuis in de hoofdstad. Er werden een plein (Remich) en een straat (Bech-Kleinmacher) naar hem vernoemd. In 1975 werd een monografie gepubliceerd.

## Enkele werken

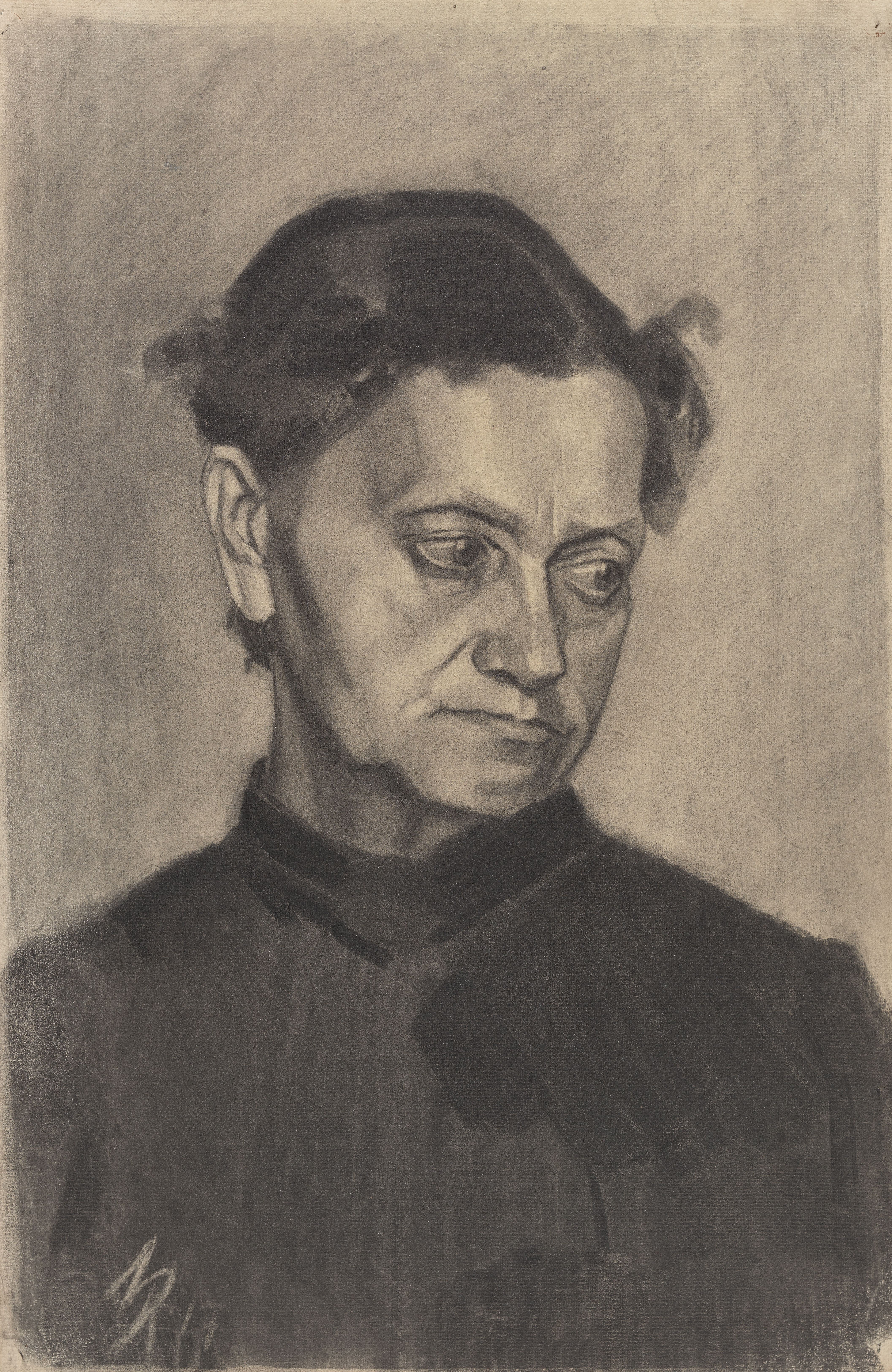
Portret van een vrouw (1917)
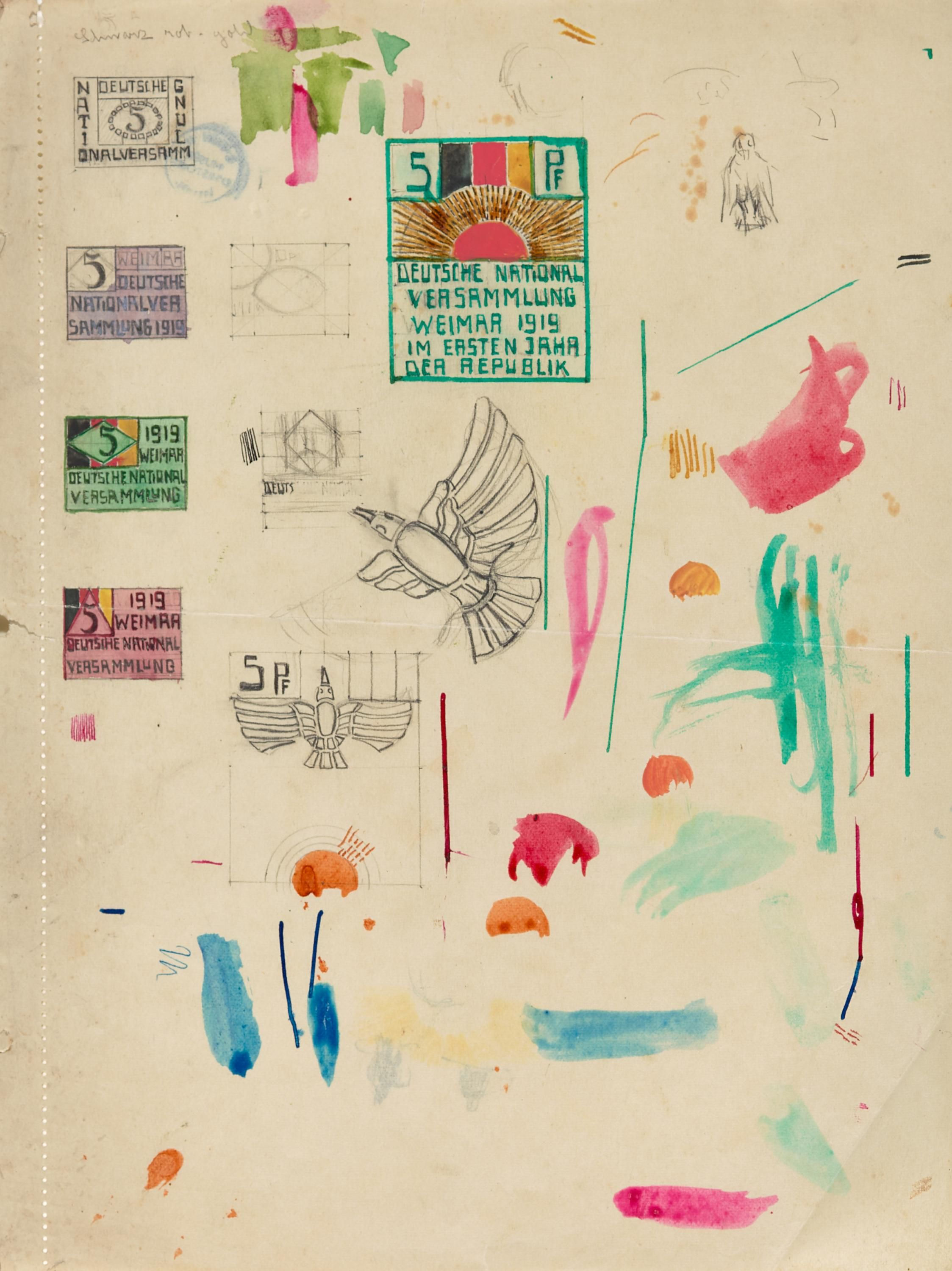
Ontwerp postzegels voor de Weimarrepubliek (1919)
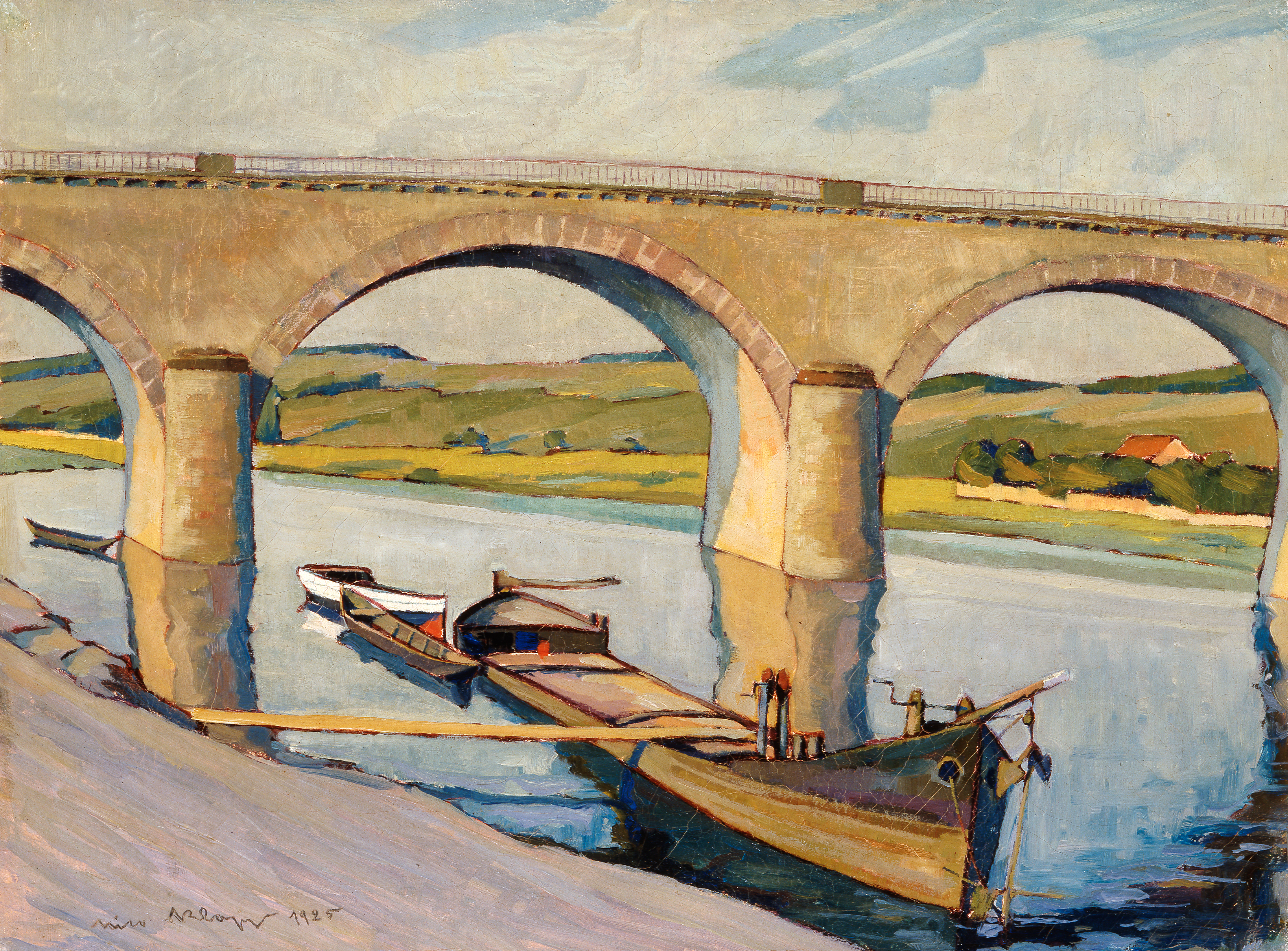
De brug in Remich (1925)
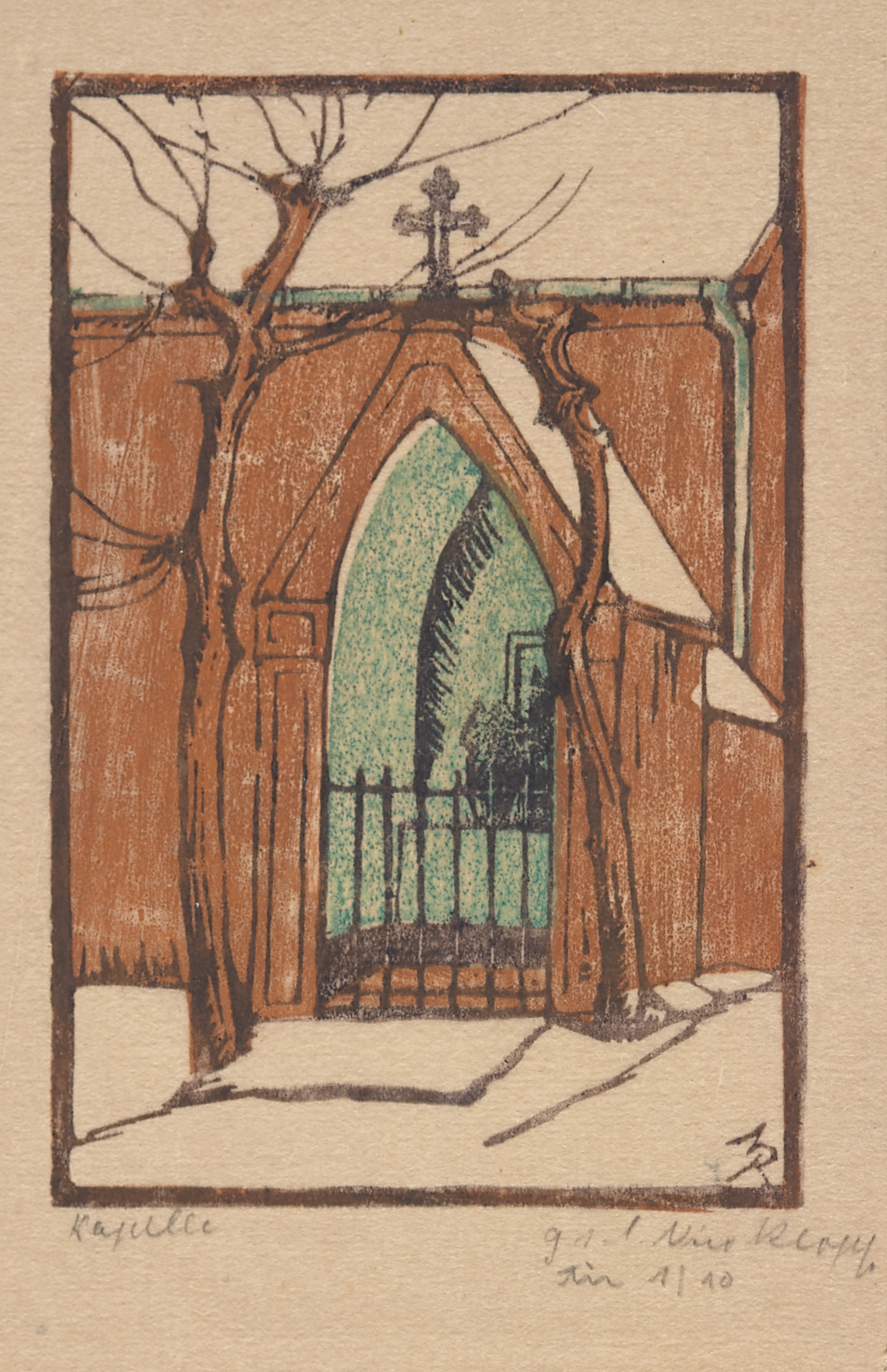
Kapel (1926)
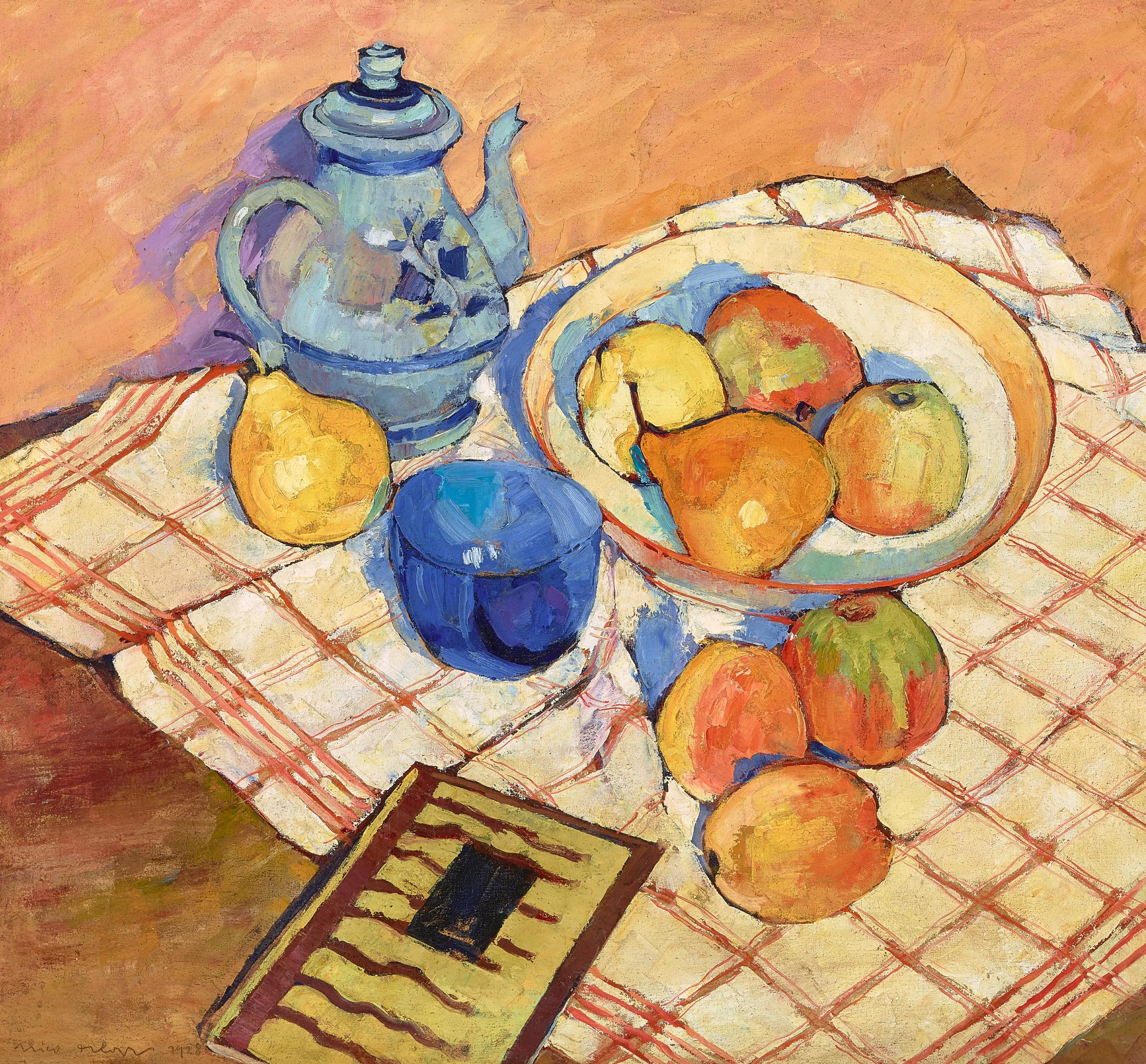
Stilleven met peren en appels (1928)
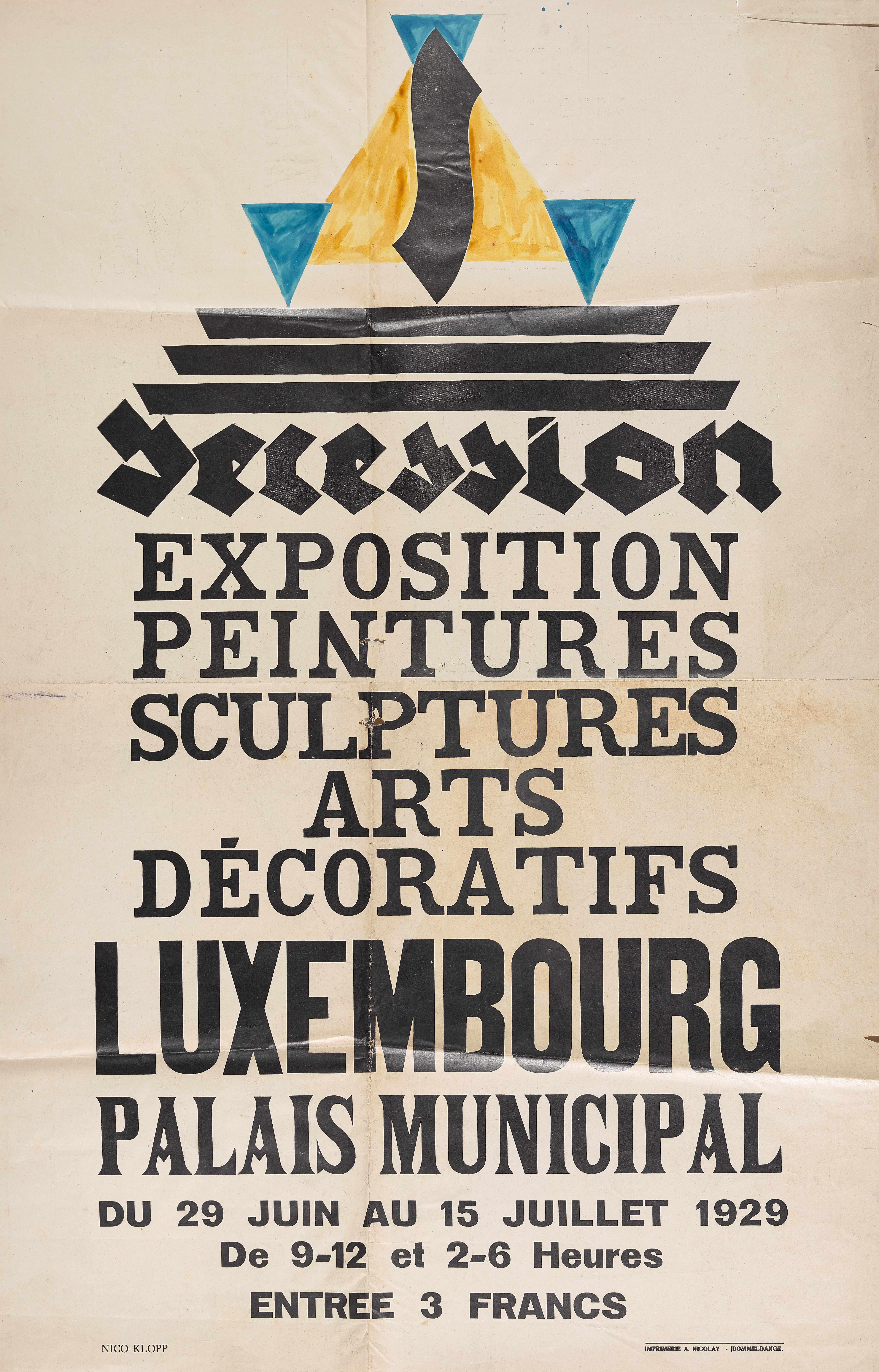
Affiche voor de Salon de Secession (1929)
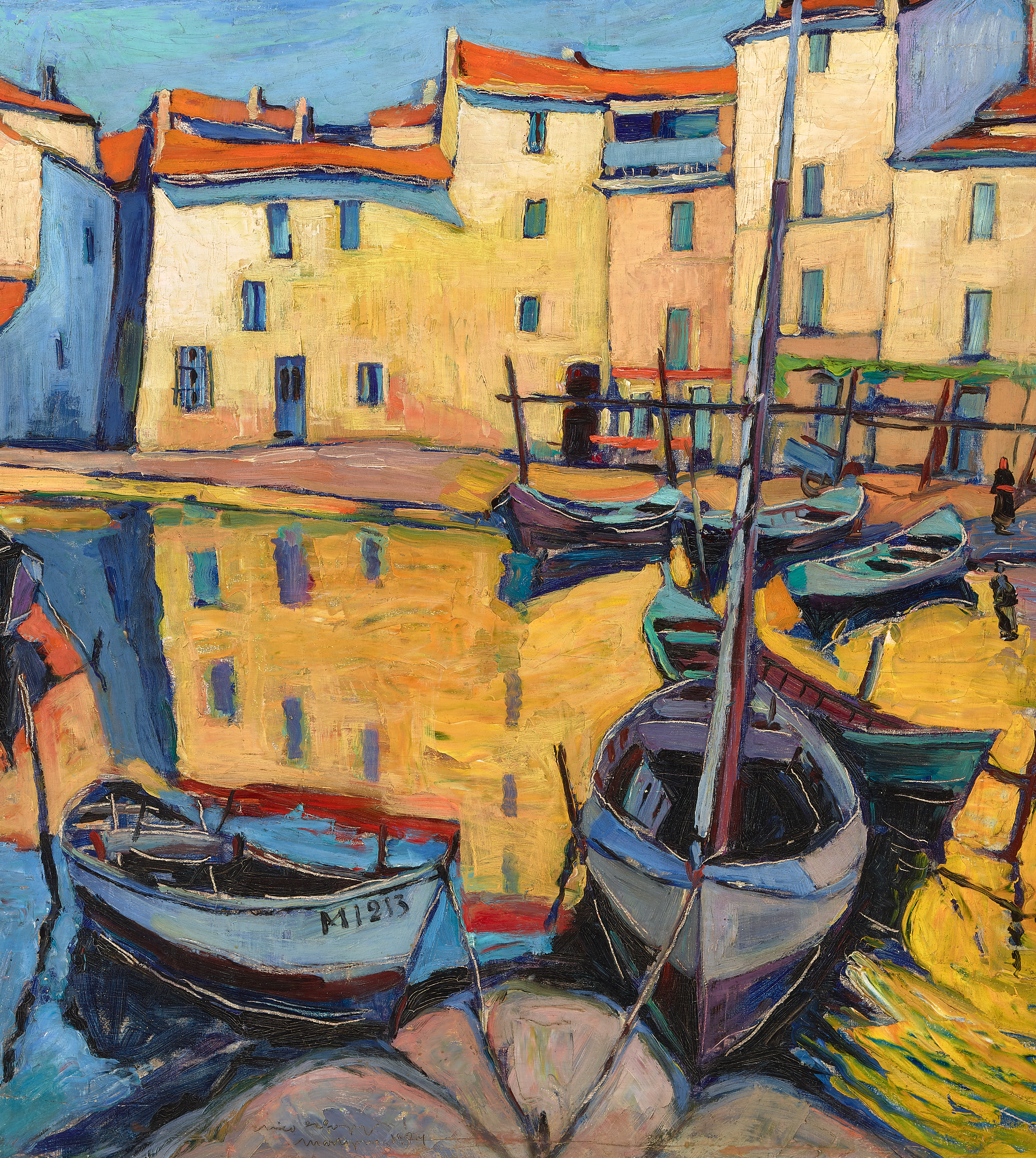
Martigues - De vogelspiegel (1929)
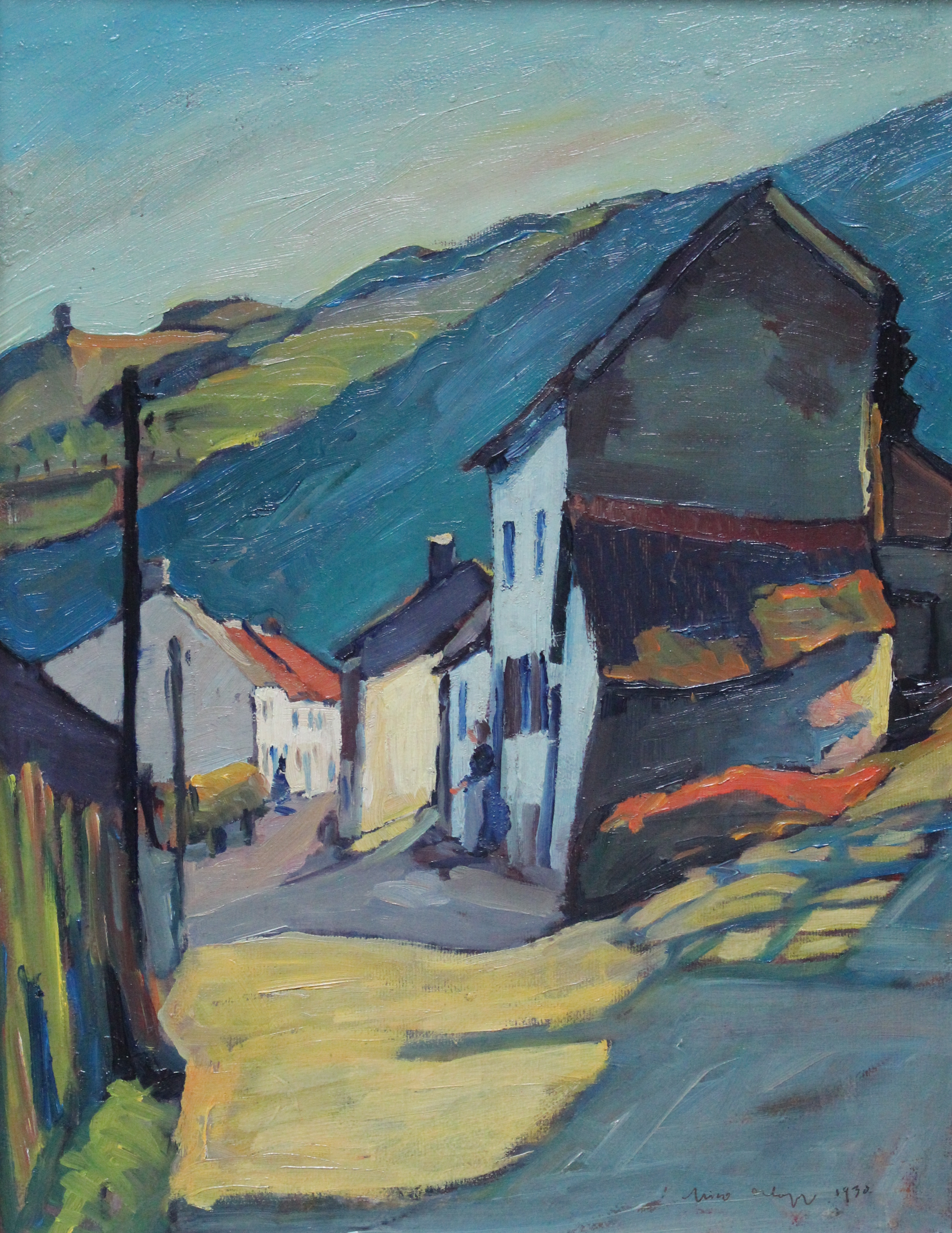
De weg naar Bivels (1930)

## Literatur
- Ger Maas (1959 "Unveröffentliches aus dem Nachlaß von Nico Klopp, der Poet unter unseren Maler.", in Revue, no 6, 7 februari 1959, p. 4-9.
- Jean Malget (2006) Die Maler der Mosel Nik Brücher, Nico Klopp und Joseph Sünnen im Licht ihrer Korrespondenz. Ehlerange: J. Malget.
- Michel Raus (1975) Nico Klopp - Das Licht der Schatten - Biographischer Versuch. Schwebsange: Publications mosellanes.

- Bibliothèque nationale de France: cb13182994j (data)
- Gemeinsame Normdatei: 12144824X
- International Standard Name Identifier: 0000 0000 1196 2564
- Library of Congress Control Number: no2014075706
- Musée national d'archéologie, d'histoire et d'art: lkl000245
- RKD-Nederlands Instituut voor Kunstgeschiedenis: 44914
- Système universitaire de documentation: 035341890
- Virtual International Authority File: 42694422
- WorldCat: E39PBJp9qg7pDJph7MBKJjKcfq